# Notolibellula bicolor
Notolibellula bicolor là loài chuồn chuồn trong họ Libellulidae. Loài này được Theischinger & Watson mô tả khoa học đầu tiên năm 1977.